# Tunnel van Spontin
De tunnel van Spontin is een spoortunnel in Spontin, een deelgemeente van Yvoir. De tunnel heeft een lengte van 501 meter. De enkelsporige spoorlijn 128 gaat door deze tunnel.
De tunnel ligt net voorbij het station Spontin.
Op 19 juli 1944 werd de tunnel gesaboteerd tijdens een spectaculaire verzetsactie tegen nazi-Duitsland. Het Geheim Leger onderschepte een trein geladen met kalk op de lijn Ciney-Yvoir, bracht explosieven aan in de achterste wagons en reed de trein achterwaarts de tunnel van Spontin in, waar hij in botsing kwam met een andere trein die 250.000 liter benzine vervoerde. Acht dagen lang woedde er brand in de tunnel.